# Stupava (district d'Uherské Hradiště)
Pour les articles homonymes, voir Stupava (homonymie).
Stupava (en allemand : Stupawa) est une commune du district d'Uherské Hradiště, dans la région de Zlín, en République tchèque. Sa population s'élevait à 158 hhabitants en 2020.

## Géographie
Stupava se trouve à 20 km à l'ouest-nord-ouest d'Uherské Hradiště, à 33 km à l'ouest-sud-ouest de Zlín, à 48 km à l'est-sud-est de Brno et à 230 km au sud-est de Prague.
La commune est limitée par Zástřizly au nord, par Staré Hutě et Buchlovice à l'est, par Osvětimany au sud, et par Koryčany et Střílky à l'ouest.

## Histoire
Stupava a été fondé en 1690.